# Le Testament de M. Pump
Le Testament de M. Pump, d'Hergé, est le premier album de la série de bande dessinée Jo, Zette et Jocko. Son récit est toutefois basé sur la deuxième aventure de Jo, Zette et Jocko, faisant suite à celle du Rayon du mystère (1936-1937).  
Lors de sa prépublication cette histoire n'est pas distincte de celle du second album Destination New-York , et s'intitule Le Stratonef H. 22. Les planches ont été prépubliées du 4 juillet 1937 au 12 février 1939 dans les pages de Cœurs vaillants, et du 31 mars 1938 au 9 novembre 1939 dans les pages du Le Petit Vingtième.

## Résumé

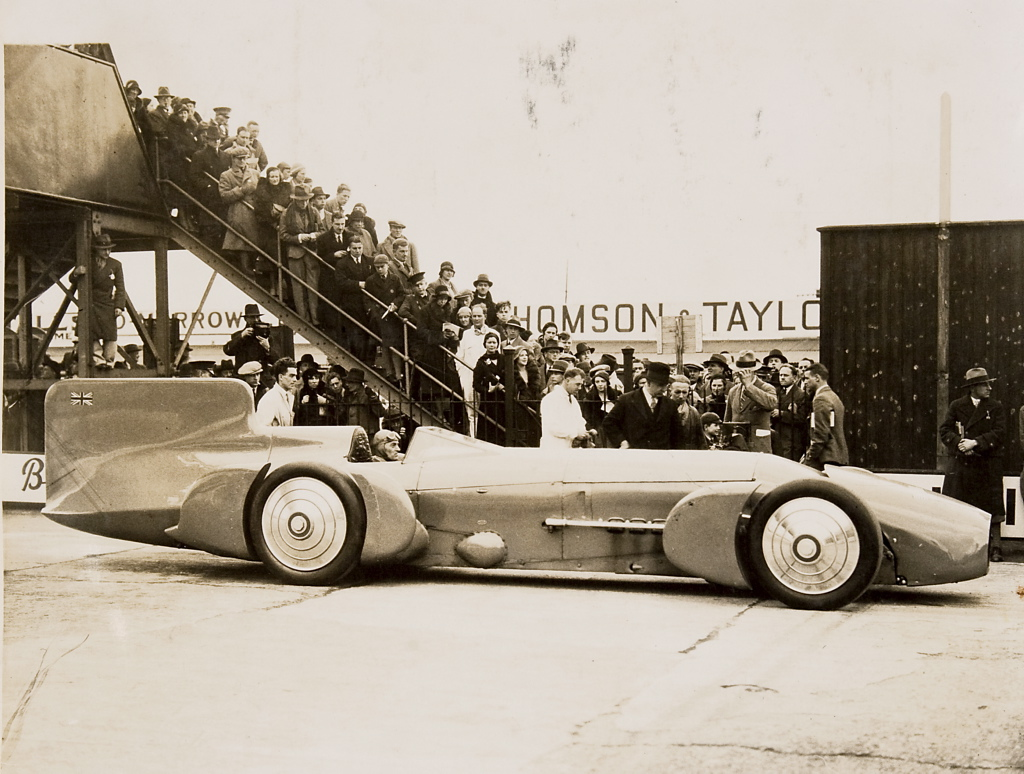
La Blue Bird de Malcolm Campbell en 1931 inspirant le bolide de M. Pump.

Sir John Archibald Pump est un milliardaire fanatique de la vitesse au point que ses employés et ses domestiques doivent se déplacer sur des patins à roulettes, que ses repas défilent sur un tapis roulant, que ses rampes d'escalier lui servent de toboggan… Il chronomètre chaque action effectuée ; mais il trouve la mort au volant de son bolide, en raison de l'éclatement d'un de ses pneus à 248 km/h.
Par testament, il lègue 10 millions de dollars aux constructeurs de l'avion qui aura, le premier, réalisé le raid New York - Paris (ou vice-versa) sans escale à la moyenne minimale de 1 000 km/h, sous un délai de 1 an, à compter du jour de la lecture du testament, soit le 25 novembre à minuit ; faute du respect de cette échéance, cette somme reviendrait aux deux neveux du milliardaire, William et Fred Stockrise. Après la lecture, Fred Stockrise s'indigne d'avoir été déshérité mais William le reprend, considérant que leur oncle a parfaitement agi.
Jacques Legrand, père de Jo et Zette, ingénieur à la société S.A.F.C.A. (Société Anonyme française de Constructions Aéronautiques) est chargé de concevoir l'avion destiné à réaliser l'exploit. D'autres sociétés aéronautiques déclarent également participer au défi. Un soir en rentrant chez lui en voiture, M. Legrand est victime d'un accident de la route et est conduit à l'hôpital Saint-Jean : l'enquête conclut qu'il s'agit d'un attentat.
Quelque temps plus tard Jo, Zette et leur singe domestique, Jocko, assistent au premier vol d'un prototype, le C-48. Mais rapidement l'avion prend feu et s'écrase. Le pilote, Jacques Werner, ayant sauté en parachute, affirme que l'avion a été saboté. La police enquête et un indice, en fait une odieuse machination, accable M. Legrand qui est arrêté. Jo surprend une conversation entre les vrais coupables, sans toutefois les avoir visuellement identifiés, il en informe Werner qui lui conseille d'aller raconter ce qu'il a entendu. Mais Jo est victime d'un attentat de rétorsion. À son réveil à l'hôpital de Paris, il informe Zette, qui part à la recherche de Werner, le seul suspect qui se révélera être à la fois le saboteur du C-48, l'homme qui a téléphoné, qui a tiré sur Jo et qui a rédigé le papier accusant M. Legrand. Ne pouvant risquer l'imprudence d'avouer ses intentions à Zette, il l'enlève avec son complice Charlie Brooke, passant la douane française in extremis jusqu'en Belgique où ils sont arrêtés. Innocenté, M. Legrand retrouve son travail et Jo sort de l'hôpital. Mais les deux complices s'évadent et s'introduisent dans la maison familiale pour tenter de voler les plans de l'appareil. La vigilance et la ruse de Jocko les empêcheront de réussir leur coup.
Le nouvel appareil devant relever le défi du raid, le H-22, est enfin construit. M. Legrand et un pilote en effectuent le premier essai en vol, dans la stratosphère ; mais à nouveau un incident survient, et seul le sang-froid du pilote permet d'éviter la catastrophe. À la veille du grand départ pour le raid transatlantique, Jo entend que le hangar du Stratonef sera bombardé la nuit suivante. Jo et Zette décident donc, pour sauver l'avion, de le sortir de son hangar. Dans l'incapacité de le pousser par leurs propres moyens, ils en prennent les commandes, lancent le moteur, et parviennent à l'en extraire. Roulant cependant trop vite, l'appareil doit décoller pour éviter de se fracasser contre le mur d'enceinte de l'aérodrome. Ne sachant pas comment atterrir de nuit, Jo décide d'attendre le jour ; mais au lieu d'orbiter sagement pour ce faire, autour de l'aérodrome, il poursuit son vol toute la nuit, en ligne droite, et vers le sud…
Au petit matin, le Stratonef se retrouve en plein océan, en zone tropicale ou équatoriale ; et, à court de carburant, doit se poser sur la plage d'un îlot, apparemment désert.

## Personnages principaux
- Jo Legrand
- Zette Legrand
- Jocko
- John Archibald Pump
- William Stockrise
- Fred Stockrise
- M. Legrand
- Mme. Legrand
- Le Directeur de la S.A.F.C.A
- Jacques Werner
- Charlie Brooke

## Lieux visités
L'histoire se déroule quasi exclusivement en France. La S.A.F.C.A. est une société française ; les protagonistes visitent plusieurs sites en région parisienne : les premiers tests de la cellule se déroulent à la grande soufflerie de Chalais-Meudon (alors toute récente) ; les essais en vol sont effectués à l'aérodrome de Villacoublay. Lorsqu'ils tentent de s'enfuir, Werner, le pilote d'essais malfaiteur, et son complice Charlie Brooke passent la frontière à proximité de Maubeuge.

## Fiche technique
- Type : Bande dessinée
- Scénario : Hergé
- Dessins : Hergé
- Éditeur : Casterman
- Lieux : Belgique
- Époque : Années 1930

## Origines

### Prépublication
L'aventure Le Stratonef H. 22 est d'abord publiée dans l'hebdomadaire français Cœurs vaillants. L'histoire paraît en planches de format carré (présentées sur quatre strips) du 4 juillet 1937 au 12 février 1939.
Elle est également publiée en Belgique dans Le Petit Vingtième du 31 mars 1938 au 9 novembre 1939, sous forme de deux planches hebdomadaires (de trois strips chacune).
Le récit est ensuite repris dans l'hebdomadaire Tintin (Belgique) du 13 mai 1948 au 23 février 1950.

### Un album redessiné
Dans la version d'origine (publiée en 1937 dans Cœurs vaillants) comme dans la parution en albums, la société de construction d'avions s'appelle S.A.F.C.A. (Société anonyme française de Constructions aéronautiques), tandis qu'elle est rebaptisée S.A.C.A. dans la version parue dans Le Petit Vingtième. L'acronyme S.A.B.C.A., qui a inspiré Hergé, existe réellement (Société anonyme belge de Constructions aéronautiques).

## Aspects scientifiques

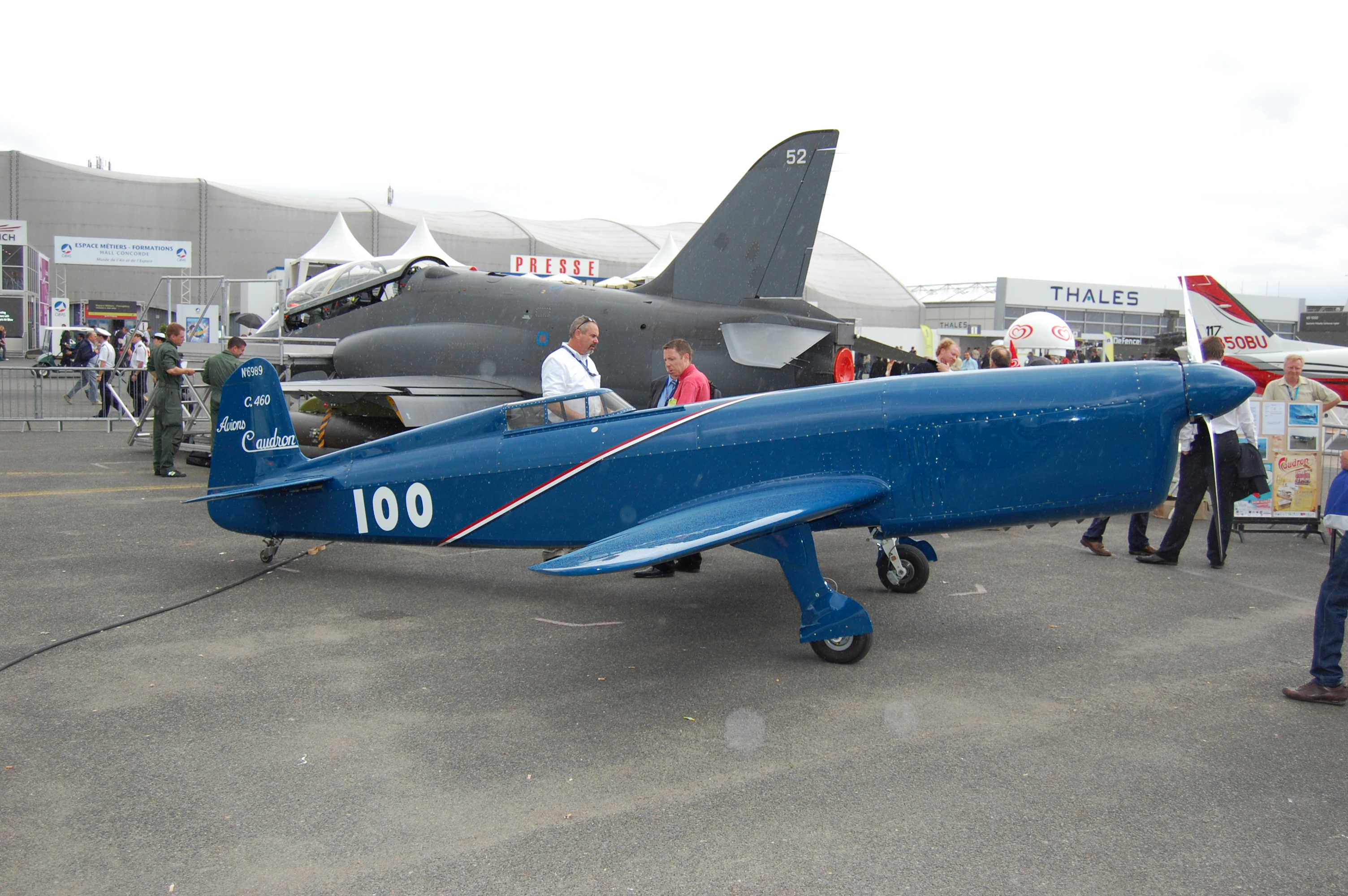
Réplique du C.460 en 2009.

Comme les futurs albums de Tintin Objectif Lune et Vol 714 pour Sydney le démontreront de manière encore plus réaliste, Hergé s’intéresse aux exploits aéronautiques. La traversée de l'Atlantique sans escale avait déjà été réussie par Alcock et Brown en 1919, l'auteur imagine donc un Prix où la traversée doit se faire à une vitesse moyenne de 1 000 km/h.
Hergé imagine déjà que le vol doit se dérouler dans la stratosphère (d'où son nom de Stratonef), l'avion doit posséder une cabine pressurisée et étanche et la propulsion est assurée par un moteur à compresseurs entraînant une hélice à pas variable (en 1939, les recherches sur les réacteurs étaient encore à leurs débuts). L'aspect extérieur ressemble fortement à celui du Caudron C.460, un appareil français construit en 1934.
Il faudra attendre le 19 juin 1947 pour qu'un avion dépasse la barre symbolique des 1 000 km/h par le Col. Albert Boyd sur un Lockheed P-80 Shooting Star. Avec l'arrivée d'avions supersoniques ayant une autonomie suffisante, la réalisation de traversées New-York - Paris ou Paris - New-York à plus de 1 000 km/h est devenue une réalité. On peut citer le record établi par un Convair B-58 Hustler qui réalisa le 26 mai 1961 New York Paris en 3 heures 20 minutes à la moyenne de 1 752 km/h. Depuis, il est à souligner que les vents dominants sur le trajet soufflant d'Ouest en Est, plusieurs vols réguliers réalisés avec des avions de ligne subsoniques ont bénéficié de conditions météo favorables permettant la réalisation de l'exploit demandé dans le testament de M. Pump ,.